# 二之瀨站
二之瀨站（日语：／ Ninose eki */?）是一個位於日本京都府京都市左京區，屬於叡山電鐵鞍馬線的鐵路車站。車站編號為E15。

## 車站構造
對向式月台2面2線的地面車站。
| 月台 | 路線   | 方向 | 目的地           |
| ---- | ------ | ---- | ---------------- |
|      | 鞍馬線 | 上行 | 寶池、出町柳方向 |
|      | 鞍馬線 | 下行 | 貴船口、鞍馬方向 |

## 相鄰車站
叡山電鐵
 鞍馬線
市原（E14）－二之瀨（E15）－貴船口（E16）

## 外部連結
- 二之瀨站（叡山電鐵）
  - 車站資訊、車站構內圖（页面存档备份，存于）